# Lentini
Lentini là một đô thị (comune) ở tỉnh Siracusa, vùng Sicilia của Ý. Đô thị Lentini có diện tích km2, dân số thời điểm 31 tháng 5 năm 2005 là người.
Các đơn vị dân cư:
Lentini giáp với các đô thị: